# Desencontros
Desencontros é uma telenovela portuguesa que a RTP1 estreou a 1 de Fevereiro de 1995 e terminou a 1 de Setembro do mesmo ano. 
A novela foi gravada entre Agosto de 1994 e Janeiro de 1995. Foi escrita por Francisco Moita Flores e Luís Filipe Costa. Esta novela foi exibida no horário das 19h, porém, devido ao seu sucesso e a pedido do público, passou a ser transmitida em horário nobre, logo a seguir ao Telejornal na RTP1.

## Sinopse
Em sangue se fazem os últimos momentos de vida de Rafael Antunes (Vítor de Sousa), engenheiro de profissão, casado com Raquel (Isabel Medina) e pai de três filhos. Assassinado no Guincho com dois tiros à queima-roupa, deixa enorme mistério para resolver: quem o matou? Dias antes, havia sido vítima de um assalto à mão-armada, no seu apartamento, tendo os meliantes levado o conteúdo do seu cofre. Estranho fora que Rafael saísse sem casaco e sem chaves de casa, e sem louça acumulada na pia ou a cama por fazer. Alvoraçada, sem notícias do marido, Raquel, regressa do Algarve – onde era professora – e, ao não encontrar o marido, alerta a Polícia Judiciária.
A brigada da PJ que toma conta do desaparecimento, que depois vira homicídio, é composto por quatro agentes heterogéneos, com idades e experiências díspares: o mais maduro, Alfredo (António Montez), o sedutor Bernardo (Luís Esparteiro), o comprometido André (Vítor Norte) e o apaixonado Emídio (Ricardo Carriço), o delfim do grupo. A comandar as operações está o hipocondríaco chefe José Rincão (Manuel Cavaco), enquanto que o Inspetor (José Eduardo) dá cunho jurídico às operações dos agentes.
Cada um dos membros da brigada tem dramas e ilusões que são trazidos para primeiro plano: Alfredo vive em sofrimento pelo sobrinho Alberto (Miguel Mendes), que cuida como se fosse seu filho e que vive penosamente o drama da dependência da droga; André vive a obsessão pelo trabalho de forma frenética, descurando por completo o casamento com Clara (Filomena Gonçalves); e Emídio vive uma fulgurante paixão, perturbada por ultrapassadas convenções sociais.
Truculento é o caminho que a Polícia tem que percorrer até chegar à chave do assassínio de Antunes: percorrendo-lhe a vida nos últimos tempos, desde que chegara de Macau e se estabelecera em Lisboa, esbarra em Angelino Damião (António Rama), o sócio e amigo dileto do defunto, que, sofrendo da tentação do dinheiro fácil, deixara o seminário sem ser ordenado padre. As suas manigâncias depressa o colocam no olho do furacão. Angelino é mais do que diz ser: não é apenas um perene procurador de emigrantes, mas um jogador que, através de complexas engenharias financeiras, vai especulando com a compra e venda de propriedades. O sucesso foi-se-lhe colando à ambição desmedida, não conseguindo controlar a raquítica situação em que se encontra o seu casamento com Aurora (Henriqueta Maya), dona de uma loja de bugigangas.  O grande frémito no coração, sente-o Angelino por Manuela (Suzana Borges), uma contrabandista que negoceia diamantes do Zaire e do Congo.
Depressa a Polícia fila o empresário e percebe ser parte do quinhão para desatar o nó: Angelino é apenas a ponta, o vértice de um triângulo de interesses escondidos e sedentos. Os irmãos Brás (José Gomes) e Rodrigues (Carlos César) preenchem os outros lados. Brás é gestor de uma dependência bancária e uma importante ponte para fazer circular os interesses e os negócios, de dedos untados pela seu serviço escuso, o oposto do que é em casa, onde é permeável à mulher Alzira (Margarida Carpinteiro) e aos seus ditames, e incapaz de resolver os problemas da filha, a rebelde Marta (Sylvie Rocha). Menos problemático é o filho, Nuno (Vítor Emanuel). Rodrigues é o típico novo-rico, de gosto pavoroso, dono de uma ourivesaria onde escoa o material traficado e roubado.
Na agência de Brás, trabalha a mulher de André, Clara, amiga e cúmplice da colega Margarida (Sofia Sá da Bandeira), que, ao cruzar-se com Sérgio (Almeno Gonçalves) no comboio, desperta uma paixão que a faz questionar se valerá a pena sacrificar um casamento insosso e corroído pelo tempo, como é aquele que vive com Carlos (António Cordeiro). Ainda na agência, trabalha o esquisito Pereira (Paulo Matos), sendo os espetadores incapazes de alvitrar o que esconde por debaixo de uma personalidade atada e machista.
Ao balcão da ourivesaria de Rodrigues está Josefa (Florbela Queiroz), casada com Roberto (Henrique Viana), a quem o mercado comum roubou a profissão de aduaneiro e que, aos 50 anos, se vê com sérias dificuldades em reentrar no mercado de trabalho. Josefa é irmã de Manuela e leda relativamente aos negócios da irmã.
Distante, mas ao mesmo tempo presente pelas evasivas que coloca na família em desconfiado frenesim, o engenheiro Miguel Serpa (Carlos Daniel), educado, ex-dandy de peito brasonado, é casado com Madalena (Ana Zanatti), fiel depositária das tradições mais finas do jet set, que torce o nariz ao romance da filha Ana (Sofia Alves) com o agente Emídio, sendo, para o evitar, capaz de tudo. Contando com o auxílio da melhor amiga da filha, Patrícia (Andrea Oliveira), Madalena faz o que pode para envenenar Ana contra o polícia, a quem acusa de se ter aproximado por interesse. Já o filho, José Augusto (Vítor Rocha), também abre fundo conflito com os pais: é devoto aos computadores e, sobre a sua sexualidade, abrem-se dúvidas na mente de Miguel, que também ele oculta segredo importante. Quem os conhece é o irmão de Madalena, o padre João (Igor Sampaio), cujo trabalho com crianças necessitadas recebe o auxílio de Ana, que dá aulas de xadrez às crianças do bairro.
Por entre investigações que não se esgotam neste caso, mas que apanham meliantes assaltantes de bombas de gasolina, soltam-se revelações na tasca vizinha da PJ, a de Chico Zé (Morais e Castro), onde o bas-fond lisboeta convive. Entre cadastrados e prostitutas, por lá assenta arraias Cautelas (Canto e Castro), que já pagou a dívida à sociedade por um passado dissoluto, e Juvelina (Isabel Castro), uma das mais conhecidas prostitutas de Lisboa.
O caso de Antunes chega a julgamento, onde os culpados são punidos com severas penas. E por entre os (des)encontros da vida com a justiça, juntam-se os estilhaços da história.

## Elenco
- Adriana Barral - Donatilde Pinguinhas
- Almeno Gonçalves - Sérgio Vieira
- Álvaro Tavares - Luís Resende
- Ana Zanatti[1][3][7] - Madalena Serpa
- Andrea Oliveira - Patrícia
- Ângela Pinto - Isabel Monteiro
- António Aldeia - Júlio
- António Cordeiro - Carlos Baptista
- António Montez[1] (†) - Alfredo Silva
- António Rama[1] (†) - Angelino Damião
- Bruno Rossi - Dr. Tomé
- Canto e Castro[1] (†) - Cautelas
- Carlos César (†) - João Rodrigues Brás
- Carlos Daniel[1][7]  (†) - Miguel Serpa
- Carlos Santos (†) - Ezequiel
- Cristina Carvalhal - Ricardina Pimenta
- Curado Ribeiro (†) - Barão
- Eduardo Viana - João Pinguinhas
- Filomena Gonçalves - Clara Resende
- Florbela Queirós - Josefa Branco Matias
- Guilherme Filipe - Pedro
- Helena Isabel - Rosália
- Henrique Viana (†) - Roberto Matias
- Henriqueta Maia - Aurora Damião
- Igor Sampaio - Padre João
- Isabel de Castro (†) - Juvelina
- Isabel Medina - Raquel Antunes
- Jorge Sousa e Costa - Castro
- José Eduardo - Inspector José Martins
- José Gomes (†) - Manuel Rodrigues Brás
- Luís Esparteiro[1][8] - Bernardo Pimenta
- Luís Mascarenhas - Dr. Perdigão
- Luísa Barbosa (†) - Madame Crisália
- Manuel Castro e Silva - Dr. José Bastos
- Manuel Cavaco[1] - Inspector Rincão
- Manuela Carona - Carolina
- Margarida Carpinteiro - Alzira Brás
- Maria Tavares - Joana
- Mário Pereira (†) - Deodato Minhocas
- Miguel Mendes - Alberto Silva
- Mónica Marta - Rita Resende
- Morais e Castro[1] (†) - Chico Zé
- Orlando Costa - Fernando Ribeiro
- Paulo Matos - Mário Pereira
- Rafael Leitão - Joaquim
- Ricardo Carriço[1][9][10][11] - Emídio Carvalho
- Rita Alagão - Procuradora-Geral
- Sofia Alves[12][13] - Ana Serpa
- Sofia Sá da Bandeira[1][13] - Margarida Oliveira Baptista
- Suzana Borges - Manuela Branco
- Sylvie Rocha - Marta Brás
- Tozé Martinho (†) - António Viana
- Vanessa Williams - Mariana Marques
- Vítor de Sousa - Rafael Antunes
- Vítor Emanuel - Nuno Brás
- Vítor Norte[1] - André Resende
- Zita Duarte (†) - Juíza

## Participaçãoes especiais
- António Évora - Presidente da reunião dos Narcóticos Anónimos
- Carlos Areia - Razões
- Carmen Santos - Maria Helena (amiga dos Serpa)
- Cremilda Gil (†) - Testemunha do Assalto
- Custódia Gallego - Teresa
- Elisabete Toscano - Secretária de Ricardina
- Jorge Almeida - Preso
- José Alves - Médico
- João Azevedo - Manuel
- José Simão - Inspector
- Licínio França - Médico que trata Bernardo
- Luís Zagalo (†) - Médico Legista
- Lourdes Lima (†) - Vizinha de Alfredo
- Marques D'Arede - Amigo dos Serpa
- Noémia Costa - Júlia (mulher que pede ajuda a Bernardo)
- Pedro Pinheiro (†) - Médico das Taipas
- Rosa Guerra - Helena (secretária de Aurora nos últimos episódios)
- Rosa Villa - Graciete
- Rui Fernandes - Empresário que reúne com Brás
- Rui Luís (†) - Empregado da Bomba
- Rui Paulo - Homem que tenta burlar Roberto